# Menhir de Cosquéro
Le menhir de Cosquéro,  appelé aussi menhir du Boisker, est un menhir situé à Moustoir-Ac, dans le Morbihan en France.

## Localisation
Le menhir est situé dans le bois de Kerigo.

## Description
Le menhir mesure 6,60 m de hauteur (avant dégagement) pour 3 m de largeur et 1,50 m d'épaisseur. Sa base triangulaire qui était antérieurement incluse sur environ 1,50 m de hauteur dans un talus a été depuis dégagée. C'est l'un des plus hauts menhirs du département encore dressés.